# Mount Glossopteris
Mount Glossopteris är ett berg i Antarktis. Det ligger i Västantarktis. Inget land gör anspråk på området. Toppen på Mount Glossopteris är 2 865 meter över havet.
Terrängen runt Mount Glossopteris är kuperad åt sydost, men åt nordväst är den platt. Trakten är obefolkad. Det finns inga samhällen i närheten.